# Haskovo (oblast)
Pour la ville, voir Haskovo.
L'oblast de Haskovo est l'un des 28 oblasti (« province », « région », « district ») de Bulgarie. Son chef-lieu est la ville de Haskovo.

## Géographie

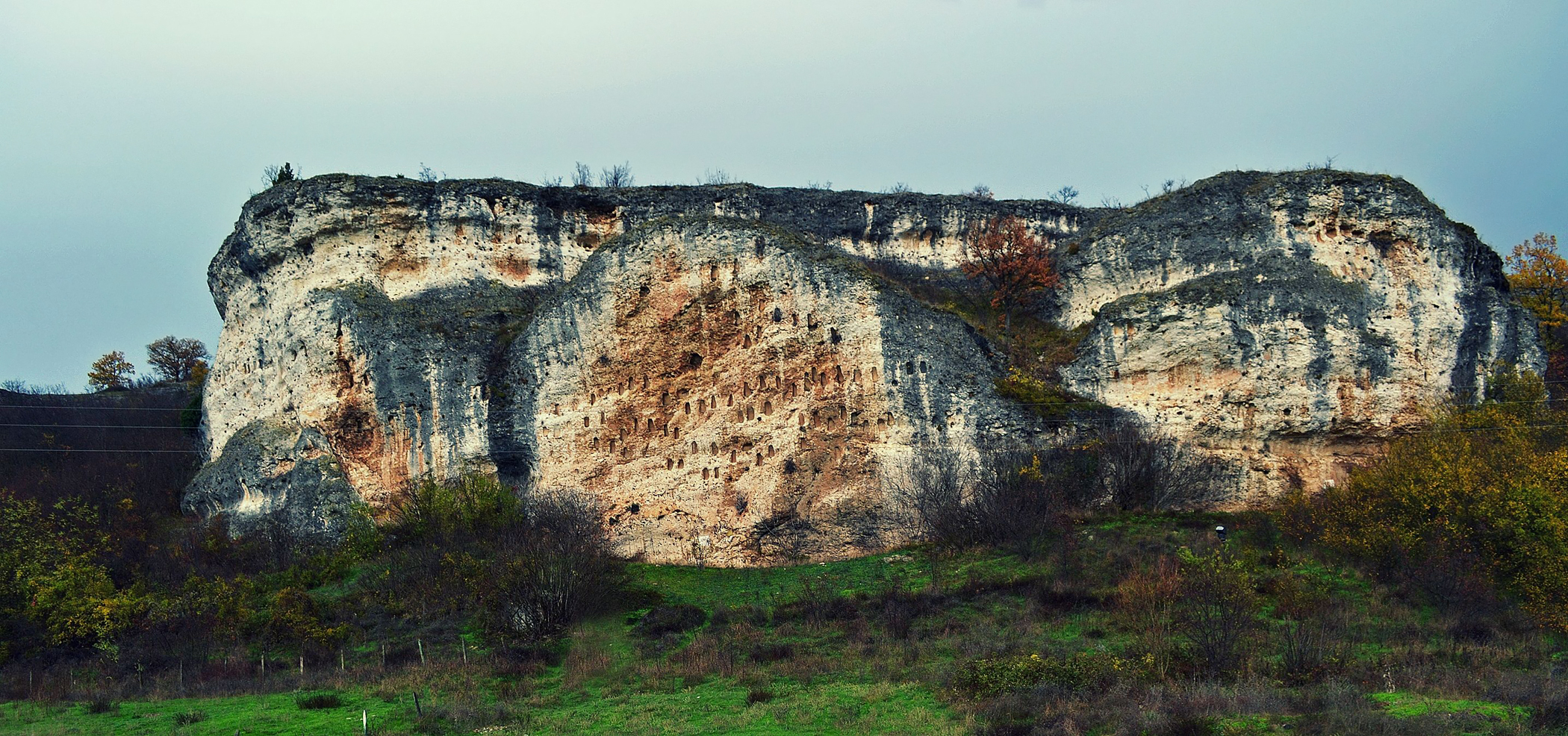
Rocher Kovan Kaya

La superficie de l'oblast est de 5 470 km².

## Démographie
| 1946    | 1956    | 1965    | 1975    | 1985    | 1992    | 2001    | 2005    | 2010    |
| ------- | ------- | ------- | ------- | ------- | ------- | ------- | ------- | ------- |
| 235 248 | 272 100 | 287 996 | 330 132 | 334 584 | 295 503 | 277 483 | 267 204 | 253 127 |

,,
| - Dimitrovgrad - 55 869 - Ivaïlovgrad - 6 610 - Harmanli - 25 339 - Haskovo - 95 729 - Lubiméts - 10 273 | - Madjarovo - 1 859 - Minéralni Bani - 6 562 - Sviléngrad - 23 867 - Siméonovgrad - 9 200 - Stambolovo - 6 049 | - Topolovgrad - 11 770 |

## Administration

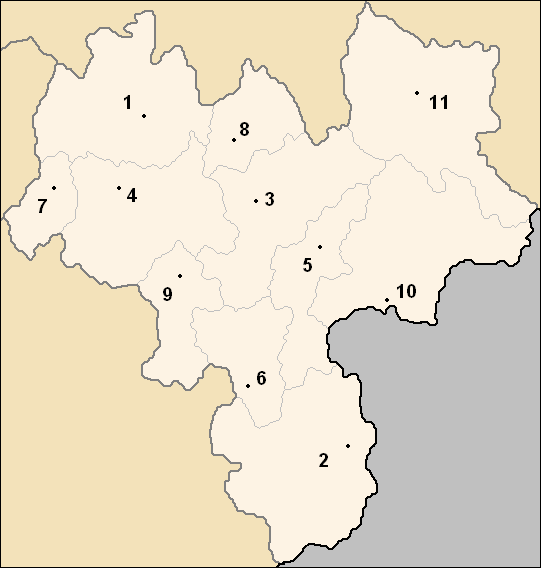
Carte des obchtini de l'oblast de Haskovo

L'oblast est administré par un « gouverneur régional » (en bulgare Областен управител), dont le rôle est plus ou moins comparable à celui d'un préfet de département en France. L'actuelle gouverneure est Raïna Ïovtcheva (en bulgare : Райна Йовчева).

## Subdivisions
L'oblast regroupe 11 municipalités (en bulgare, община – obchtina – au singulier, Общини – obchtini – au pluriel), au sein desquelles chaque ville et village conserve une personnalité propre, même si une intercommunalité semble avoir existé dès le milieu du XIXe siècle :
1. Dimitrovgrad (Димитровград), 2. Ivaïlovgrad (Ивайловград),
3. Harmanli (Харманли), 4. Haskovo (Хасково),
5. Lubiméts (Любимец), 6. Madjarovo (Маджарово),
7. Minéralni bani (Минерални бани), 8. Simeonovgrad (Симеоновград),
9. Stambolovo (Стамболово), 10. Sviléngrad (Свиленград),
11. Topolovgrad (Тополовград).

## Liste détaillée des localités
Les noms de localités en caractères gras ont le statut de ville (en bulgare : град, translittéré en grad). Les autres localités ont le statut de village (en bulgare : село translittéré en selo).
Les noms de localités s'efforcent de suivre, dans la translittération en alphabet latin, la typographie utilisée par la nomenclature bulgare en alphabet cyrillique, notamment en ce qui concerne l'emploi des majuscules (certains noms de localités, visiblement formés à partir d'adjectifs et/ou de noms communs, ne prennent qu'une majuscule) ou encore les espaces et traits d'union (ces derniers étant rares sans être inusités). Chaque nom translittéré est suivi, entre parenthèses, du nom bulgare original en alphabet cyrillique.

### Dimitrovgrad (obchtina)
L'obchtina de Dimitrovgrad groupe 2 villes – Dimitrovgrad et Méritchléri – et 25 villages :
Bodrovo (Бодрово) ·
Brod (Брод) ·
Bryast (Бряст) ·
Dimitrovgrad (Димитровград) ·
Dlagnévo (Длъгнево) ·
Dobritch (Добрич) ·
Dolno Bélévo (Долно Белево) ·
Golyamo Assénovo (Голямо Асеново) ·
Gorski izvor (Горски извор) ·
Kasnakovo (Каснаково) ·
Krépost (Крепост) ·
Kroum (Крум) ·
Malko Asenovo (Малко Асеново) ·
Méritchléri (Меричлери) ·
Radiévo (Радиево) ·
Raïnovo (Райново) ·
Skobélévo (Скобелево) ·
Stalévo (Сталево) ·
Stransko (Странско) ·
Svétlina (Светлина) ·
Tchérnogorovo (Черногорово) ·
Varbitsa (Върбица) ·
Vélikan (Великан) ·
Vodén (Воден) ·
Yabalkovo (Ябълково) ·
Zdravéts (Здравец) ·
Zlatopolé (Златополе)

### Ivaïlovgrad (obchtina)
L'obchtina d'Ivaïlovgrad groupe 1 ville - Ivaïlovgrad - et 50 villages :
Beli dol (Бели дол) ·
Bélopoltsi (Белополци) ·
Bélopolyané (Белополяне) ·
Botourtché (Ботурче) ·
Boubino (Бубино) ·
Brousino (Брусино) ·
Byalgradéts (Бялградец) ·
Dolno Loukovo (Долно Луково) ·
Dolnosséltsi (Долноселци) ·
Drabichna (Драбишна) ·
Gloumovo (Глумово) ·
Gnézdaré (Гнездаре) ·
Gorno Loukovo (Горно Луково) ·
Gornosséltsi (Горноселци) ·
Gorsko (Горско) ·
Gougoutka (Гугутка) ·
Ivaïlovgrad (Ивайловград) ·
Jélézari (Железари) ·
Jélézino (Железино) ·
Kamilski dol (Камилски дол) ·
Karlovsko (Карловско) ·
Kazak (Казак) ·
Khoukhla (Хухла) ·
Kobilino (Кобилино) ·
Kondovo (Кондово) ·
Konnitsi (Конници) ·
Kostilkovo (Костилково) ·
Lamboukh (Ламбух) ·
Lénsko (Ленско) ·
Mandritsa (Мандрица) ·
Médén bouk (Меден бук) ·
Nova livada (Нова ливада) ·
Odrintsi (Одринци) ·
Oréchino (Орешино) ·
Pachkoul (Пашкул) ·
Pastrook (Пъстроок) ·
Planinéts (Планинец) ·
Plévoun (Плевун) ·
Pokrovan (Покрован) ·
Popsko (Попско) ·
Rozino (Розино) ·
Sborino (Сборино) ·
Siv kladénéts (Сив кладенец) ·
Slavéévo (Славеево) ·
Sokoléntsi (Соколенци) ·
Sviratchi (Свирачи) ·
Tchérni rid (Черни рид) ·
Tchérnitchino (Черничино) ·
Tchoutchouliga (Чучулига) ·
Vétrouchka (Ветрушка) ·
Vis (Вис)

### Harmanli (obchtina)
L'obchtina de Harmanli groupe 1 ville - Harmanli - et 24 villages :
Bisser (Бисер) ·
Bogomil (Богомил) ·
Bolyarski izvor (Болярски извор) ·
Branitsa (Браница) ·
Balgarin (Българин) ·
Chichmanovo (Шишманово) ·
Dositéévo (Доситеево) ·
Driptchévo (Дрипчево) ·
Ivanovo (Иваново) ·
Izvorovo (Изворово) ·
Harmanli (Харманли) ·
Kolarovo (Коларово) ·
Léchnikovo (Лешниково) ·
Nadéjdén (Надежден) ·
Orechets (Орешец) ·
Ostar kamak (Остър камък) ·
Ovtcharovo (Овчарово) ·
Polyanovo (Поляново) ·
Préslavéts (Преславец) ·
Rogozinovo (Рогозиново) ·
Slavyanovo (Славяново) ·
Smirnéntsi (Смирненци) ·
Tchérépovo (Черепово) ·
Tcherna mogila (Черна могила) ·
Varbovo (Върбово).

### Haskovo (obchtina)
L'obchtina de Haskovo groupe 1 ville - Haskovo - et 36 villages :
Aleksandrovo (Александрово) ·
Bryagovo (Брягово) ·
Chiroka polyana (Широка поляна) ·
Dinévo (Динево) ·
Dolno Golémantsi (Долно Големанци) ·
Dolno Voïvodino (Долно Войводино) ·
Eléna (Елена) ·
Galabéts (Гълъбец) ·
Garvanovo (Гарваново) ·
Golémantsi (Големанци) ·
Gorno Voïvodino (Горно Войводино) ·
Haskovo (Хасково) ·
Klokotnitsa (Клокотница) ·
Knijovnik (Книжовник) ·
Konouch (Конуш) ·
Korén (Корен) ·
Kozléts (Козлец) ·
Krivo polé (Криво поле) ·
Lubénovo (Любеново) ·
Malévo (Малево) ·
Manastir (Манастир) ·
Mandra (Мандра) ·
Maslinovo (Маслиново) ·
Momino (Момино) ·
Nikolovo (Николово) ·
Nova Nadéjda (Нова Надежда) ·
Orlovo (Орлово) ·
Ouzoundjovo (Узунджово) ·
Podkrepa (Подкрепа) ·
Rodopi (Родопи) ·
Stamboliïski (Стамболийски) ·
Stoïkovo (Стойково) ·
Tékéto (Текето) ·
Trakiéts (Тракиец) ·
Vaglarovo (Въгларово) ·
Voïvodovo (Войводово) ·
Zornitsa (Зорница)

### Lubiméts (obchtina)
L'obchtina de Lubiméts groupe 1 ville - Lubiméts - et 9 villages :
Belitsa (Белица) ·
Dabovéts (Дъбовец) ·
Guéorgui Dobrévo (Георги Добрево) ·
Yerusalimovo (Йерусалимово) ·
Lozén (Лозен) ·
Lubiméts (Любимец) ·
Malko Gradichté (Малко Градище) ·
Oryakhovo (Оряхово) ·
Valtché polé (Вълче поле) ·
Vaskovo (Васково)

### Madjarovo (obchtina)
L'obchtina de Madjarovo groupe 1 ville - Madjarovo - et 18 villages :
Borislavtsi (Бориславци) ·
Broussévtsi (Брусевци) ·
Dolni Glavanak (Долни Главанак) ·
Dolno Sadiévo (Долно Съдиево) ·
Éfrém (Ефрем) ·
Gabérovo (Габерово) ·
Golyama dolina (Голяма долина) ·
Gorni Glavanak (Горни Главанак) ·
Gorno polé (Горно поле) ·
Madjarovo (Маджарово) ·
Malki Vodén (Малки Воден) ·
Malko Bryagovo (Малко Брягово) ·
Malko Popovo (Малко Попово) ·
Rajénovo (Ръженово) ·
Roumélia (Румелия) ·
Sélska polyana (Селска поляна) ·
Sénoklas (Сеноклас) ·
Topolovo (Тополово) ·
Zlatoustovo (Златоустово)

### Mineralni bani (obchtina)
L'obchtina de Minéralni bani groupe 12 villages :
Anguél voïvoda (Ангел войвода) ·
Boyan Botévo (Боян Ботево) ·
Bryastovo (Брястово) ·
Karamantsi (Караманци) ·
Koléts (Колец) ·
Minéralni bani (Минерални бани) ·
Sarnitsa (Сърница) ·
Sirakovo (Сираково) ·
Soussam (Сусам) ·
Spakhiévo (Спахиево) ·
Tatarévo (Татарево) ·
Vinévo (Винево)

### Simeonovgrad (obchtina)
L'obchtina de Siméonovgrad groupe 1 ville - Siméonovgrad - et 8 villages :
Dryanovo (Дряново) ·
Kalouguérovo (Калугерово) ·
Konstantinovo (Константиново) ·
Navassén (Навъсен) ·
Pyasatchévo (Пясъчево) ·
Simeonovgrad (Симеоновград) ·
Svirkovo (Свирково) ·
Troyan (Троян) ·
Tyanévo (Тянево)

### Stambolovo (obchtina)
L'obchtina de Stambolovo groupe 26 villages :
Balkan (Балкан) ·
Byal kladénéts (Бял кладенец) ·
Dolno Botévo (Долно Ботево) ·
Dolno Tchérkovichté (Долно Черковище) ·
Dolno polé (Долно поле) ·
Glédka (Гледка) ·
Golobradovo (Голобрадово) ·
Golyam izvor (Голям извор) ·
Jalti bryag (Жълти бряг) ·
Kladénéts (Кладенец) ·
Kralévo (Кралево) ·
Lyaskovéts (Лясковец) ·
Madjari (Маджари) ·
Malak izvor (Малък извор) ·
Patnikovo (Пътниково) ·
Popovéts (Поповец) ·
Ptchélari (Пчелари) ·
Rabovo (Рабово) ·
Silén (Силен) ·
Stambolovo (Стамболово) ·
Svétoslav (Светослав) ·
Tankovo (Тънково) ·
Tsaréva polyana (Царева поляна) ·
Vodéntsi (Воденци) ·
Voïvodénéts (Войводенец) ·
Zimovina (Зимовина)

### Svilengrad (obchtina)
L'obchtina de Svilengrad groupe 1 ville - Svilengrad - et 23 villages :
Chtit (Щит) ·
Dérvichka mogila (Дервишка могила) ·
Dimitrovtché (Димитровче) ·
Guénéralovo (Генералово) ·
Kapitan Andréévo (Капитан Андреево) ·
Kostour (Костур) ·
Lévka (Левка) ·
Lissovo (Лисово) ·
Matotchina (Маточина) ·
Mezek (Мезек) ·
Mikhalitch (Михалич) ·
Mladinovo (Младиново) ·
Momkovo (Момково) ·
Moustrak (Мустрак) ·
Pachovo (Пашово) ·
Pastrogor (Пъстрогор) ·
Raïkova mogila (Райкова могила) ·
Ravna gora (Равна гора) ·
Siva réka (Сива река) ·
Sladoun (Сладун) ·
Stoudéna (Студена) ·
Svilengrad (Свиленград) ·
Tchérnodab (Чернодъб) ·
Varnik (Варник)

### Topolovgrad (obchtina)
L'obchtina de Topolovgrad groupe 1 ville - Topolovgrad - et 20 villages :
Balgarska polyana (Българска поляна) ·
Dobroselets (Доброселец) ·
Filipovo (Филипово) ·
Kamenna réka (Каменна река) ·
Kapitan Pétko Voïvoda (Капитан Петко Войвода) ·
Khlyabovo (Хлябово) ·
Knyajévo (Княжево) ·
Mramor (Мрамор) ·
Oréchnik (Орешник) ·
Orlov dol (Орлов дол) ·
Oustrém (Устрем) ·
Planinovo (Планиново) ·
Prisadéts (Присадец) ·
Radovets (Радовец) ·
Sakartsi (Сакарци) ·
Sinapovo (Синапово) ·
Srém (Срем) ·
Svétlina (Светлина) ·
Tchoukarovo (Чукарово) ·
Topolovgrad (Тополовград) ·
Vladimirovo (Владимирово)